# Analyse (wiskunde)
Analyse is een tak van de wiskunde, ontwikkeld uit de rekenkunde en de meetkunde. De analyse houdt zich bezig met het bestuderen van functies van reële en complexe getallen, en met abstractere objecten die daardoor geïnspireerd zijn.

## Afbakening
De analyse bestudeert de mate van verandering binnen functies, zoals hellingen en krommingen, en ook problemen die met oppervlakte te maken hebben, zoals het vinden van het zwaartepunt van een meetkundige figuur.
De analyse als afzonderlijke tak van de wiskunde begint bij de differentiaal- en integraalrekening, parallel uitgevonden door Leibniz en Newton, die elkaar de uitvinding betwistten. Leibniz ontwikkelde deze technieken om meetkundige objecten te bestuderen, terwijl Newton ze nodig had om een solide basis te geven aan zijn hemelmechanica. Ook Barrow, Descartes, De Fermat en Huygens hebben belangrijke vroege bijdragen geleverd.
De differentiaalrekening bestudeert het begrip afgeleide, dat de mate van verandering van een functie aangeeft. Een van de belangrijkste redenen om analyse te ontwikkelen was om het raaklijnprobleem op te lossen, d.w.z het construeren van de raaklijn in een punt aan een kromme c.q. het berekenen van de helling ervan. De integraalrekening doet het omgekeerde van de differentiaalrekening: uitgaande van de beginsituatie en de mate van verandering, wordt de oorspronkelijke functie teruggevonden. De oppervlakte van een meetkundige figuur kan worden uitgedrukt als een integraal, ook als die figuur kromlijnig is (voor de oppervlakte van rechtlijnige veelhoeken is geen integraalrekening nodig). Een rigoureuze definitie van afgeleiden en integralen maakt gebruik van limieten en continuïteit.
Gedurende eeuwen bleef de analyse zonder consistente logische onderbouw, en maakte gebruik van schijnbaar tegenstrijdige concepten zoals "oneindig kleine grootheden verschillend van 0" (infinitesimalen). Pas in de negentiende eeuw plaatsen wiskundigen zoals Karl Weierstrass de analyse in een streng kader onafhankelijk van intuïtieve begrippen zoals "streven naar" en "in eerste benadering". Het is die evolutie die aanleiding gaf tot een correcte studie van de verzameling der reële getallen en de formele verzamelingenleer op zich.

## Etymologie
De woorden analyse en synthese komen uit het Grieks en betekenen zoveel als 'ontleden' en 'samenvoegen'. Bij Oud-Griekse wiskundigen waren ze de twee stappen in de algemene oplossingsmethode van wiskundige (bij hen typisch meetkundige) problemen. Bij René Descartes slaat de term analytische meetkunde op het gebruik van getallen (coördinaten) en algebraïsche functies om meetkundige vraagstukken op te lossen.

## Basisbegrippen
Zie limiet, afgeleide en integraalrekening voor de hoofdartikels over deze onderwerpen.
Zij {\displaystyle f:I\subset \mathbb {R} \to \mathbb {R} } een reële functie die minstens gedefinieerd is in een open interval {\displaystyle I,} en zij {\displaystyle a} een element van {\displaystyle I.} We zeggen dat {\displaystyle f} een limiet heeft in {\displaystyle a} als er een reëel getal {\displaystyle b} bestaat met de eigenschap dat voor willekeurig kleine intervallen rond {\displaystyle b,} er altijd intervallen rond {\displaystyle a} bestaan die door {\displaystyle f} binnen de gegeven intervallen rond {\displaystyle b} worden afgebeeld:
{\displaystyle \forall \varepsilon >0,\exists \delta >0:f\left((a-\delta ,a+\delta )\right)\subset (b-\varepsilon ,b+\varepsilon ).}
In dat geval schrijft men {\displaystyle \lim _{x\to a}f(x)=b} en men zegt ook dat {\displaystyle f} continu is in {\displaystyle a.}
Een functie {\displaystyle f} heet differentieerbaar in {\displaystyle a} als de volgende limiet, genaamd de afgeleide van {\displaystyle f} in {\displaystyle a,} bestaat:
{\displaystyle f'(a)=\lim _{x\to a}{\frac {f(x)-f(a)}{x-a}}.}
De afgeleide geeft de helling van de raaklijn aan de grafiek van {\displaystyle f} in het punt {\displaystyle (a,f(a)).}
De integraal van een functie {\displaystyle f} op een interval {\displaystyle I=(a,b)} is de limiet, als die bestaat, van de totale oppervlakte van willekeurig dunne verticale stroken onder de grafiek:
{\displaystyle \int _{x=a}^{b}f(x)\ dx=\lim _{\delta \to 0}\delta \sum _{n=0}^{[(b-a)/\delta ]}f(a+n\delta ).}
De hoofdstelling van de integraalrekening luidt dat afgeleiden en integralen in zekere zin elkaars omgekeerde bewerking zijn; iets nauwkeuriger: als in bovenstaande uitdrukking de integraal wordt opgevat als een functie van {\displaystyle b:}
{\displaystyle F(c)=\int _{x=a}^{c}f(x)\ dx\ (c\in (a,b))}
dan is die functie {\displaystyle F} differentieerbaar en haar afgeleide in een punt {\displaystyle c_{0}} is opnieuw {\displaystyle f(c_{0}).}

## Vertakkingen
Uitgaande van de oorspronkelijke differentiaal- en integraalrekening zijn veel specialisaties ontstaan met elk een eigen problematiek maar met veel onderlinge wisselwerking.

### Complexe analyse
Zie Functietheorie voor het hoofdartikel over dit onderwerp.
Als in de definitie van de afgeleide de breuk wordt opgevat als een deling van complexe getallen, bekomen we het begrip "complexe differentieerbaarheid" voor functies van een deelverzameling van {\displaystyle \mathbb {C} } naar {\displaystyle \mathbb {C} .} Deze voorwaarde blijkt in zekere zin veel strenger te zijn dan gewone, reële differentieerbaarheid, en de complexe functies die eraan voldoen heten analytische functies.

### Maat en kans
Zie Maattheorie voor het hoofdartikel over dit onderwerp.
De integraalrekening laat toe de oppervlakte onder een kromlijnige grafiek te definiëren en te berekenen, en van daaruit ook driedimensionale volumes. In beide gevallen gaan de definities uit van het de basisoppervlakte van een rechthoek of het basisvolume van een balk, namelijk het product van hun afmetingen.
De maattheorie bestudeert alternatieve manieren om een inhoud te geven aan deelverzamelingen van een abstracte verzameling, uitgaande van een klein aantal hypothesen of axioma's (zie Maat (wiskunde)). De moderne kansrekening steunt op kansmaten, een bijzonder geval van abstracte maten.

### Differentiaalvergelijkingen
Zie Differentiaalvergelijking voor het hoofdartikel over dit onderwerp.
Een differentiaalvergelijking is een vergelijking waarin een verband wordt gegeven tussen een onbekende functie en een of meer van haar afgeleide functies. Het belangrijkste verschil tussen een differentiaalvergelijking en een traditionele (bijvoorbeeld algebraïsche) vergelijking is dat de onbekende geen afzonderlijk getal is, maar een functie.
Differentiaalvergelijkingen worden toegepast in bijna alle takken van wetenschap en techniek; zelfs de oorspronkelijke motivatie van Newton om afgeleiden uit te vinden, waren de differentiaalvergelijkingen die de bewegingen van de planeten beschrijven.

### Functionaalanalyse
Zie Functionaalanalyse voor het hoofdartikel over dit onderwerp.
De moderne functionaalanalyse bestudeert abstracte topologische vectorruimten, maar de oorspronkelijke motivatie werd gevormd door de vectorruimten van functies waarbinnen men zocht naar oplossingen van differentiaalvergelijkingen. Belangrijke klassen van topologische vectorruimten zijn Hilbertruimten en algemener Banachruimten.

### Topologie
Zie Topologie voor het hoofdartikel over dit onderwerp.
De elementaire definitie van limieten en continuïteit geeft aan de hand van willekeurig kleine intervallen een precieze inhoud aan het intuïtieve begrip "nabijheid". In de topologie worden alternatieve en abstracte versies van het nabijheidsbegrip gedefinieerd en bestudeerd.
Een metrische ruimte is een verzameling {\displaystyle X,} voorzien van een afstandsfunctie
{\displaystyle d:X\times X\to \mathbb {R} ^{+}}
die symmetrisch is in haar twee argumenten, die alleen aan identieke koppels de onderlinge afstand 0 toekent, en die voldoet aan de driehoeksongelijkheid:
{\displaystyle \forall x,y,z\in X:d(x,z)\leq d(x,y)+d(y,z).}
De driehoeksongelijkheid geeft op een abstract niveau weer dat een zijde van een driehoek nooit langer is dan de som van de twee andere zijden.
Een topologische ruimte is een abstracte familie deelverzamelingen die sommige eigenschappen van metrische ruimten erft, maar die niet noodzakelijk voortkomt uit een afstandsfunctie.

### Gekromde ruimten
Zie Variëteit (wiskunde) voor het hoofdartikel over dit onderwerp.
Een variëteit is een topologische ruimte waarvan de punten plaatselijk kunnen worden voorzien van coördinaten, al is het niet noodzakelijk dat één coördinatenstelsel de hele ruimte afdekt. Een plaatselijk coördinatensysteem heet een kaart. Op plaatsen waar twee verschillende kaarten elkaar overlappen, moet een coördinatentransformatie bestaan die "goede" eigenschappen bezit. Afhankelijk van de keuze van wat een "goede" transformatie is, ontstaan verschillende deelgebieden van de analyse, elk met hun eigen klasse van variëteiten.
Bij topologische variëteiten zijn de transformaties continue functies. Ze worden onder meer bestudeerd in de  algebraïsche topologie.
Bij differentieerbare variëteiten zijn de transformaties willekeurig vaak differentieerbaar. Ze vormen het centrale object van de differentiaaltopologie.
In de differentiaalmeetkunde wordt aan een differentieerbare variëteit een welbepaald afstandsbegrip toegevoegd zodat het begrip kromming zin krijgt.

### Fourieranalyse
Zie Fourieranalyse voor het hoofdartikel over dit onderwerp.
Bij zijn onderzoek van de warmtevergelijking, een partiële differentiaalvergelijking die warmtetransport door geleiding beschrijft, ontdekte Joseph Fourier dat iedere continue reële functie op het interval {\displaystyle [0,2\pi ]} kan geschreven worden als een reeks bestaande uit een constante, een reeks veelvouden van de sinus en zijn harmonieken, en een reeks veelvouden van de cosinus en zijn harmonieken:
{\displaystyle f(x)=a_{0}+a_{1}\cos(x)+b_{1}\sin(x)+a_{2}\cos(2x)+b_{2}\sin(2x)+\ldots }
Al gauw bleek dat veel lineaire partiële differentiaalvergelijkingen uit de natuurkunde kunnen worden geanalyseerd door de begin- en randvoorwaarden uit te drukken als een oneindige som of integraal van "elementaire" functies waarvoor de oplossing in zekere zin eenvoudiger is. De Fourieranalyse is het resultaat van deze vaststelling.
Bij nader inzien blijkt het succes van Fourieranalyse te danken aan het gunstige gedrag van het convolutieproduct van twee functies onder het nemen van afgeleiden (zie Convolutie#Afgeleide). De harmonische analyse, de abstracte context waarin dit plaatsvindt, bestudeert de ontbinding van functies op lokaal compacte groepen voorzien van een Haar-maat, dat wil zeggen een volumebegrip dat invariant gelaten wordt door de groepsbewerking. In het geval van klassieke Fourierreeksen van periodieke functies is die groep de eenheidscirkel (optelling van hoeken), en de maat de gewone lengtemaat op de omtrek. In het geval van Fouriertransformaties in {\displaystyle n} veranderlijken kijken we naar de groep {\displaystyle \mathbb {R} ^{n}} (optelling van vectoren) met als maat het {\displaystyle n}-dimensionale hypervolume (Lebesgue-maat).

### Andere deelgebieden en toepassingen
- Niet-standaard analyse, die de hyperreële getallen en functies daarvan bestudeert en een formele definitie geeft van oneindig kleine en oneindig grote getallen (zie Infinitesimaal).
- Numerieke wiskunde
- Analytische getaltheorie

## Geschiedenis
- Zie geschiedenis van de analyse